# Boomerang (Canada)
Pour les articles homonymes, voir Boomerang (homonymie).
Boomerang est une chaîne de télévision canadienne appartenant à Corus Entertainment et lancée le 4 juillet 2012. Elle est basée sur la version américaine dirigée par la société Warner Bros. Discovery, spécialisée dans la diffusion de séries d'animation. 
Originellement lancée en tant que chaîne-sœur de Teletoon sous le nom de Cartoon Network, celle-ci fut renommée en Boomerang le 27 mars 2023 à la suite du remplacement de Teletoon par une nouvelle version de Cartoon Network.
Pour le marché francophone, les programmes originaux de Boomerang sont diffusés sur Télétoon.

## Histoire

### Cartoon Network (2012-2023)
Après avoir obtenu une licence auprès du CRTC en novembre 2011 pour le service Teletoon Kapow, Teletoon Canada Inc. a annoncé en février 2012 la création de la chaîne Cartoon Network incluant le bloc Adult Swim au Canada. La chaîne a été lancée le 4 juillet 2012. En préparation du lancement, des blocs de programmation ont été introduits sur les chaînes anglophones Teletoon et Teletoon Retro.
Le 16 mars 2012, Bell Canada (BCE) annonce son intention de faire l'acquisition d'Astral Média. incluant ses parts dans Télétoon, pour 3,38 milliards de dollars. La transaction a été refusée par le CRTC. Bell Canada a alors déposé une nouvelle demande et annonce le 4 mars 2013 qu'elle vend ses parts dans Historia, Séries+ et Télétoon à Corus Entertainment, alors que Shaw Media vendra aussi ses parts dans les deux chaînes à Corus, devenant seul propriétaire, sous approbation du CRTC.
Le 27 juin 2013, le CRTC approuve la demande d'acquisition d'Astral par Bell. Historia, Séries+ et Télétoon sont donc vendus à Corus, dont la transaction a été approuvé le 20 décembre 2013, et complété le 1er janvier 2014.
À partir d'août 2017, la chaine devient automatisée, ce qui signifie que toutes les bandes annonces et jingles sont réalisés par un ordinateur, et les voix sont pré-enregistrées au préalable, ne disant aucune heure de diffusion. Ce procédé crée des bugs fréquents et un manque d'actualisation de la chaine qui ne diffuse de la nouveauté que très rarement.
Le 4 mars 2019, le bloc de programmation Adult Swim est retiré de la chaîne. Des émissions du bloc se retrouvent temporairement dans Teletoon at Night jusqu'au lancement de la chaîne Adult Swim le 1er avril 2019.

### Boomerang (depuis 2023)
Le 27 mars 2023, Teletoon change de nom pour Cartoon Network. La chaîne Cartoon Network déjà introduite est alors renommée Boomerang. Cela permet à Corus d'introduire la marque Boomerang pour la première fois dans le pays.

## Identité visuelle

Logo de Cartoon Network du 4 juillet 2012 au 27 mars 2023.
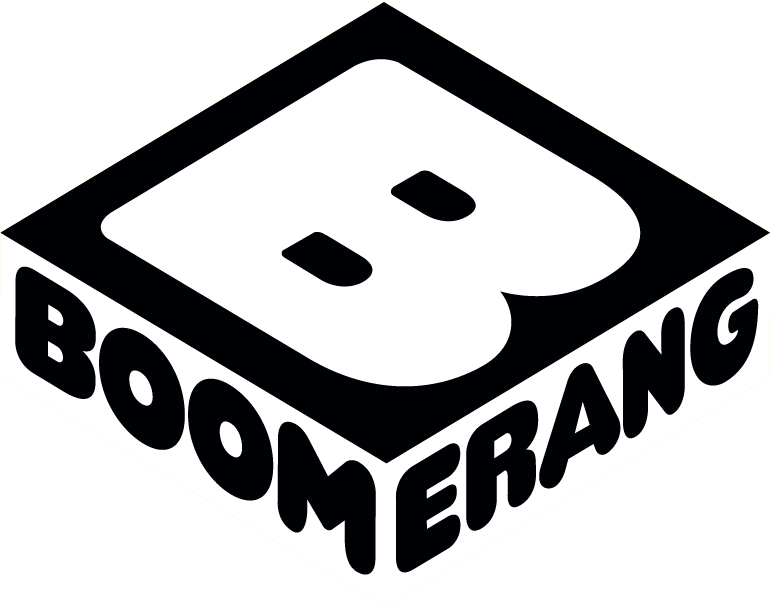
Logo de Boomerang depuis le 27 mars 2023.